# Trocholaoma parvissimia
Trocholaoma parvissimia är en snäckart som först beskrevs av Legrand 1871.  Trocholaoma parvissimia ingår i släktet Trocholaoma och familjen punktsnäckor. Inga underarter finns listade i Catalogue of Life.